# Bronisław Szajna
Bronisław Szajna (ur. 5 września 1922 w Milczy, zm. 22 lipca 2014 tamże) – polski agronom, urzędnik i działacz ludowy, rolniczy oraz spółdzielczy, polityk, poseł na Sejm PRL IV i V kadencji.

## Życiorys
Ukończył kształcenie w Średniej Szkole Rolniczej w Suchodole, uzyskując tytuł technika agronomii w 1938. Następnie do 1943 pracował na rodzinnym gospodarstwie. Był członkiem Centralnego Związku Młodzieży Wiejskiej „Siew”, a w latach 1945–1948 należał do Związku Młodzieży Wiejskiej RP „Wici”. Od 1945 był instruktorem rolnym na gminę Rymanów, od 1947 do 1959 agronomem nasiennictwa przy Wydziale Rolnictwa i Leśnictwa Powiatowej Rady Narodowej w Sanoku, od 1959 pracował w Powiatowym Związku Kółek Rolniczych w Sanoku jako instruktor rolny, od 1961 pełnił funkcję kierownika zespołu rolnego PZKR. W latach 60. był prezesem Spółdzielni Ogrodniczo-Pszczelarskiej w Sanoku.
Równolegle działał na polu politycznym i spółdzielczym. Od 1957 był działaczem Zjednoczonego Stronnictwa Ludowego. Zasiadł w Powiatowym Komitecie ZSL, na IV Kongresie Zjednoczeniowym został wybrany zastępcą członka Naczelnego Komitetu ZSL, od 1962 kierował kołem ZSL w Milczy. Był radnym, członkiem Komisji Rolnej i członkiem prezydium PRN w Sanoku. Z ramienia ZSL dwukrotnie był wybierany na posła na Sejm PRL w okręgu Krosno: w 1965 do Sejmu IV i w 1969 do Sejmu V kadencji. Należał do sejmowej Komisji Rolnictwa i Przemysłu Spożywczego.
Zmarł 22 lipca 2014 w Milczy. Miał córkę Marię oraz synów Józefa i Adama.

## Odznaczenia
- Krzyż Oficerski Orderu Odrodzenia Polski (1987)[6]
- Srebrny Krzyż Zasługi
- Medal 10-lecia Polski Ludowej (1955)[7]
- Odznaka 1000-lecia Państwa Polskiego (1966)[8]
- Wpis do „Księgi zasłużonych dla województwa krośnieńskiego” (1984)[9]